# Olympische Jugend-Sommerspiele 2018/Teilnehmer (Burundi)
| Gelbes Symbol für Goldmedaillen mit stilisierten Olympischen Ringen | Graues Symbol für Silbermedaillen mit stilisierten Olympischen Ringen | Braundes Symbol für Bronzemedaillen mit stilisierten Olympischen Ringen |
| ------------------------------------------------------------------- | --------------------------------------------------------------------- | ----------------------------------------------------------------------- |
| 1                                                                   | —                                                                     | —                                                                       |

Die Jugend-Olympiamannschaft aus Burundi für die III. Olympischen Jugend-Sommerspiele vom 6. bis 18. Oktober 2018 in Buenos Aires (Argentinien) bestand aus fünf Athleten.

## Athleten nach Sportarten

### Judo
Jungen
- Fleury Nihozeko
Klasse bis 100 kg: 9. Platz
Mixed: Bronze  (im Team Rio de Janeiro)

### Leichtathletik
| Mädchen - Odile Nintije 3000 m: 11. Platz | Jungen - Athanase Vyizigiro 800 m: 7. Platz - Jean Butoyi 1500 m: Gold |

### Tennis
Mädchen
- Sada Nahimana
Einzel: Achtelfinale
Doppel: Achtelfinale (mit Gabriela Rivera  Guatemala)
Mixed: Achtelfinale (mit Philip Henning  Südafrika)